# Alpes Cottiae
Alpes Cottiae (pl. Alpy Kotyjskie) – jedna z trzech niewielkich alpejskich prowincji rzymskich, leżących między współczesną Francją i Włochami, utworzona za panowania Nerona. Nazwana na cześć Cottiusa, przywódcy plemion liguryjskich. Jej stolicą było Segusio.